# Harri Huhtala
Harri Hilmer Huhtala (* 13. August 1952 in Paattinen, Turku) ist ein ehemaliger finnischer Leichtathlet, der sich auf den Hammerwurf spezialisiert hatte. Er nahm dreimal an Olympischen Spielen teil.

## Sportliche Karriere
Der 1,87 Meter große Harri Huhtala startete für den Verein Tampereen Pyrintö. In den sechzehn Jahren von 1975 bis 1990 gewann Huhtala neun finnische Meistertitel und Juha Tiainen siegte sechsmal. Nur 1978 siegte mit Hannu Polvi ein anderer Hammerwerfer.
1978 bei den Europameisterschaften in Prag war Huhtala einziger finnischer Hammerwerfer. Er warf in der Qualifikation als 12. sechs Zentimeter weiter als der 13. und erreichte damit das Finale. Hier schied er im Vorkampf als 11. aus. Zwei Jahre später bei den Olympischen Spielen in Moskau erreichten Huhtala und Tiainen das Finale. Huhtala wurde Neunter und Tiainen Zehnter.
Auch 1982 bei den Europameisterschaften in Athen erreichten Huhtala und Tiainen das Hammerwurffinale. Während Tiainen im Vorkampf als 12. ausschied, belegte Huhtala den fünften Platz. 1983 war Helsinki Austragungsort der ersten Leichtathletik-Weltmeisterschaften. Im Hammerwurf wurde Tiainen Neunter und Huhtala Zehnter. Wegen des Olympiaboykotts der Ostblockstaaten waren bei den Olympischen Spielen 1984 in Los Angeles nur zwei Länder dabei, die auch 1983 Hammerwerfer ins Finale gebracht hatten: Finnland und die Bundesrepublik Deutschland. Tiainen gewann die Goldmedaille vor zwei Deutschen. Harri Huhtala wurde nachträglich Sechster, weil ein vor ihm platzierter Italiener wegen Doping disqualifiziert wurde. Sechs Wochen vor den Olympischen Spielen hatte Huhtala in Turku mit 78,74 Meter seine persönliche Bestleistung aufgestellt.
1986 bei den Europameisterschaften in Stuttgart erreichte Huhtala als einziger Finne das Finale und belegte den zehnten Platz. Im Jahr darauf bei den Weltmeisterschaften in Rom warf Huhtala in der Qualifikation die 12. Weite, Tiainen schied als 13. aus. Im Finale blieb Huhtala der 12. Platz. 1988 bei den Olympischen Spielen in Seoul war Huhtala erneut einziger Finne im Finale und belegte den neunten Rang.